# Mohammad Sadeghi
Mohammad Sadeghi (Ahvaz, Irán; 16 de marzo de 1952) es un exfutbolista de Irán que jugaba en la posición de centrocampista.

## Carrera

### Club
| Periodo   | Club            |
| --------- | --------------- |
| 1970–1971 | Gomrok Ahvaz FC |
| 1971–1978 | PAS Teherán FC  |
| 1978–1980 | Persepolis FC   |
| 1980–1986 | Shahin FC       |

### Selección nacional
Jugó para Irán de 1972 a 1978 con la que anotó cuatro goles en 38 partidos, ganó la medalla de oro en los Juegos Asiáticos de 1974 y ganó la copa Asiática 1976; además de participar en los Juegos Olímpicos de Múnich 1972 y en la Copa Mundial de Fútbol de 1978.

## Logros

### Club
- Copa Hazfi de Teherán: 2

1978/79, 1980/81

### Selección nacional
- Juegos Asiáticos: 1

1974
- Copa Asiática: 1

1976